# Mark O’Brien (Schauspieler)

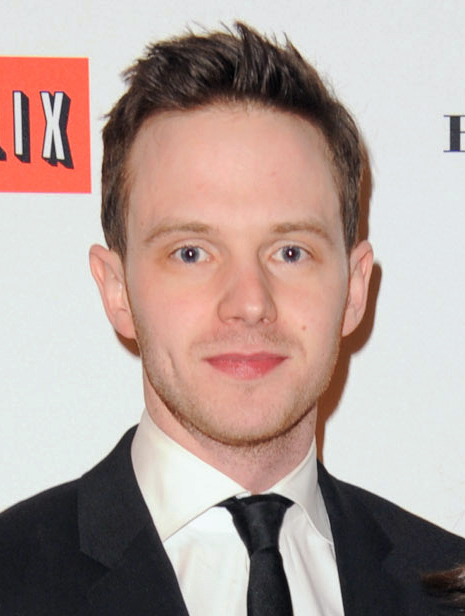
Mark O’Brien (2013)

Mark O’Brien (* 7. Mai 1984 in St. John’s, Neufundland und Labrador) ist ein kanadischer Schauspieler, Filmregisseur und Drehbuchautor.

## Leben
Der aus St. John’s stammende Mark O’Brien begann seine Schauspielkarriere in lokalen Theatern. Seine erste größere Rolle hatte er als Drake 2006 in der Miniserie Above and Beyond. Im selben Jahr war er für zehn Folgen in der Serie You’re It! zu sehen. 2009 hatte er eine Rolle im Film Grown Up Movie Star neben Shawn Doyle und Tatiana Maslany inne. Seit 2010 gehört er als Des Courtney zur Hauptbesetzung der Serie Republic of Doyle – Einsatz für zwei. Im Jahr 2011 folgte ein Auftritt in der Serie Warehouse 13 sowie im Jahr 2012 einer in Murdoch Mysteries.
Mit The Righteous gab O’Brien sein Regiedebüt bei einem Spielfilm.
Seit Anfang Januar 2013 ist Mark O’Brien mit der Schauspielerin Georgina Reilly verheiratet. Die beiden haben sich am Set von Republic of Doyle – Einsatz für zwei kennengelernt.

## Filmografie (Auswahl)
- 2005: Legends and Lore of the North Atlantic (Fernsehserie)
- 2006: Above and Beyond (Miniserie, 2 Folgen)
- 2006: You’re It! (Fernsehserie, 10 Folgen)
- 2008: The One That Got Away
- 2009: Grown Up Movie Star
- 2010–2014: Republic of Doyle – Einsatz für zwei (Republic of Doyle, Fernsehserie, 78 Folgen)
- 2011: Warehouse 13 (Fernsehserie, Folge 3x06)
- 2012: Beat Down
- 2012: Murdoch Mysteries (Fernsehserie, Folge 5x12)
- 2014: Hannibal (Fernsehserie, 2 Folgen)
- 2014: Saving Hope (Fernsehserie, 1 Folge)
- 2015: Killjoys (Fernsehserie, 1 Folge)
- 2015–2017: Halt and Catch Fire (Fernsehserie, 15 Folgen)
- 2016: Arrival
- 2016–2017: The Last Tycoon (Fernsehserie, 9 Folgen)
- 2018: Anon
- 2018: How It Ends
- 2018: The Darkest Minds – Die Überlebenden (The Darkest Minds)
- 2018: Parallel
- 2018: Bad Times at the El Royale
- 2018: Der Spitzenkandidat (The Frontrunner)
- 2019: Goalie
- 2019: Marriage Story
- 2019: Ready or Not – Auf die Plätze, fertig, tot (Ready or Not)
- seit 2019: City on a Hill (Fernsehserie)
- 2021: Blue Bayou
- 2021: The Righteous (auch Regie und Drehbuch)
- 2023: Seven Veils

## Auszeichnungen
Canadian Screen Award
- 2022: Nominierung als Bester Nebendarsteller (The Righteous)
- 2022: Nominierung für das Beste Drehbuch (The Righteous)